# Пінкільйо
Пінкільйо (кеч. і айм. pinquillo) — тип андійської індіанської флейти. Дещо менший розміром за кену, формою за принципом роботи нагадує блокфлейту. Зазвичай виготовляється з бамбука, має різкий звук, та часто використовується на святах і карнавалах.